# Flobecq
Flobecq (niederländisch Vloesberg) ist eine belgische Gemeinde im Arrondissement Ath der Provinz Hennegau. Flobecq ist eine Fazilitäten-Gemeinde.

## Gemeindepartnerschaften
- Žďár nad Sázavou (Tschechien)

## Söhne und Töchter der Gemeinde
- Robert Triffin (1911–1993), belgisch-US-amerikanischer Ökonom

## Weblinks

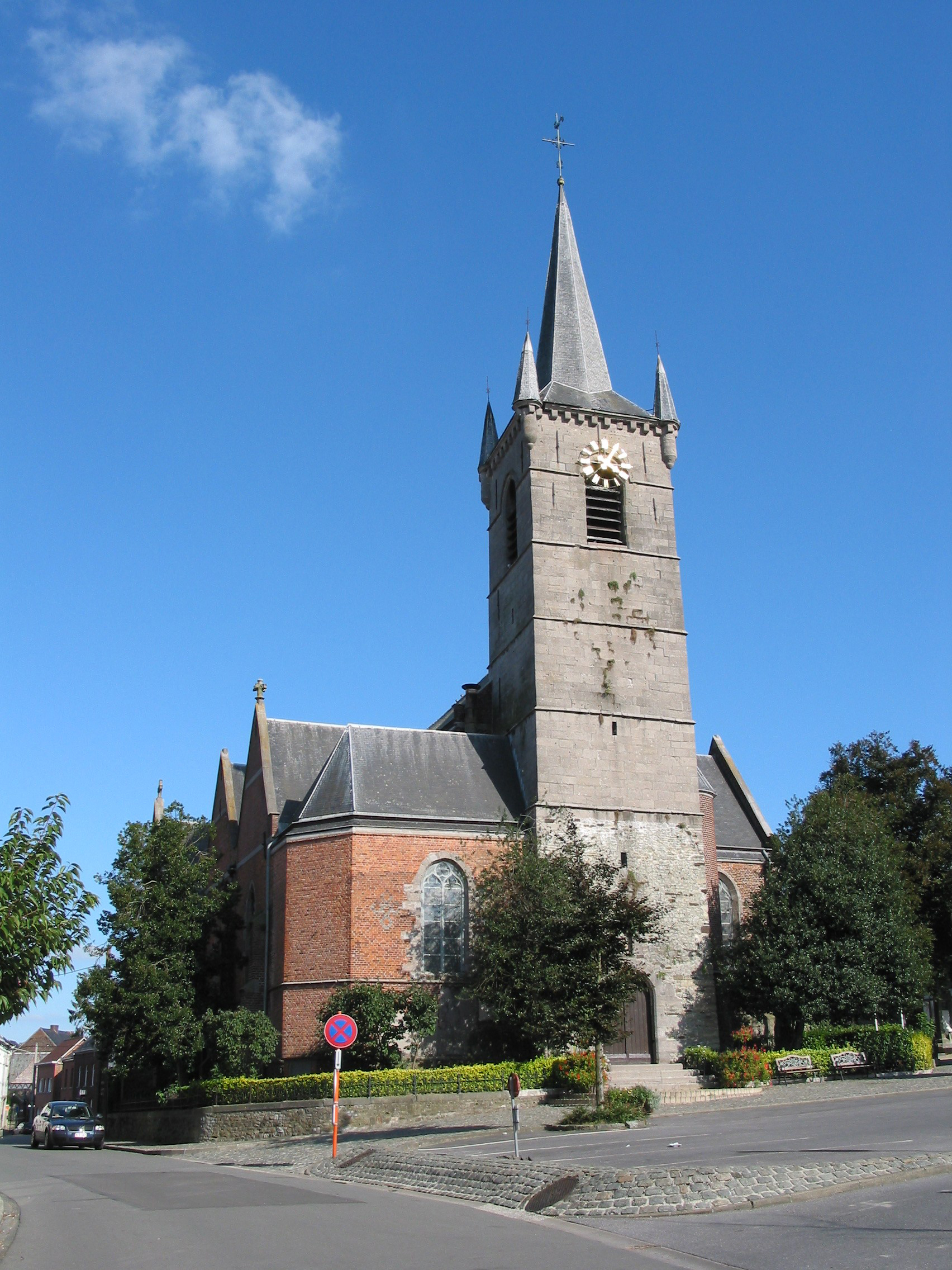
Kirche Saint Luc